# Geringslåda

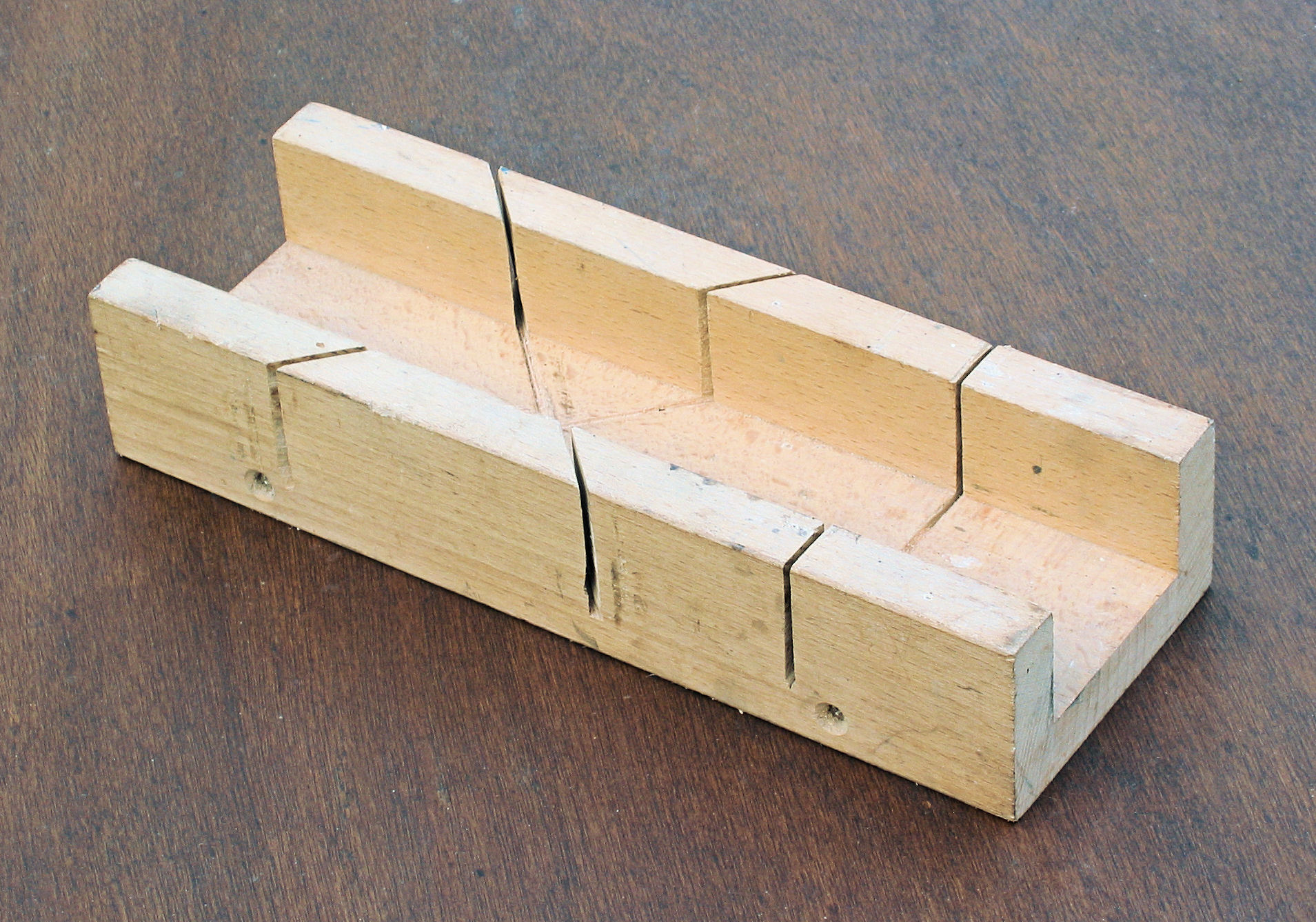
En geringslåda

Geringslåda är en sorts låda för sågning av vinklade snitt (geringar) på brädor, lister etcetera. Tillverkas i trä eller plast. Arbetsstycket spänns fast i geringslådan med skruvtvingar eller liknande och kapas sedan med en speciell ryggsåg som förs i spåren.